# フランシスコ・ハビエル・ベネガス

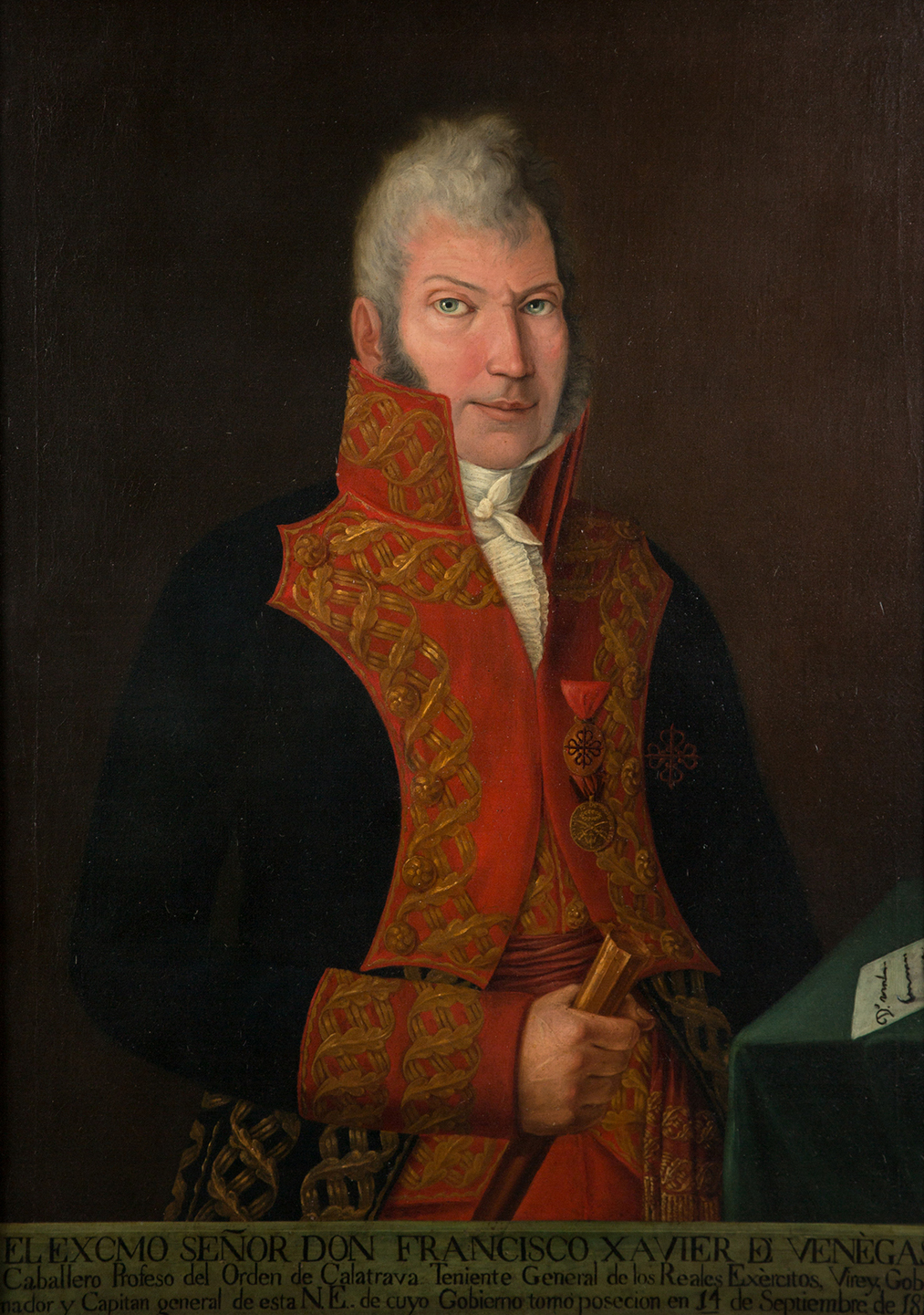
フランシスコ・ハビエル・ベネガス

フランシスコ・ハビエル・ベネガス（Francisco Javier Venegas、1754年12月2日 - 1838年2月18日）はスペインの軍人。第59代ヌエバ・エスパーニャ副王（1810-1813年）をつとめた。メキシコ独立革命が始まった時の副王だった。

## 生涯
ベネガスはバダホス県サフラで生まれた。家族とともにコルドバ県モンティージャに移り、そこでイエズス会のコレヒオで学んだが、カルロス3世によってイエズス会が追放されるとグラナダで勉学を続けた。
1772年に陸軍に入り、ムルシア、ついでオランに配属され、アレハンドロ・オレイリーによるアルジェ遠征 (Invasion of Algiers (1775)) に参加して負傷した。アメリカ独立戦争時にはジブラルタル包囲戦とメノルカ島侵攻に参加した。フランス革命が起きると1791年のセウタ包囲戦 (Siege of Ceuta (1790-1791)) でフランスと戦っている。1793-1795年にピレネー戦争に参加したが負傷し、その後は戦場を離れてモンティージャにあった。
1808年に半島戦争が勃発すると、コルドバのフンタの長に就任し、ついでフランシスコ・ハビエル・カスターニョス将軍の下でバイレンの戦い、トゥデラの戦いに参加した。1809年1月にはウクレスの戦い (Battle of Uclés (1809)) でクロード・ヴィクトル＝ペランに敗北して負傷した。同年8月にはアルモナシードの戦い (Battle of Almonacid) で敗北した。11月にカディス総督に任命された。

### ヌエバ・エスパーニャ副王
1810年2月、カディスの摂政委員会はベネガスをヌエバ・グラナダ副王に任命したが、実際の任地に赴く前にヌエバ・エスパーニャ副王に転任になった。
ベネガスがメキシコシティに到着して正式に副王の職についたのは1810年9月14日のことだった。9月16日にミゲル・イダルゴがドロレスの叫びを発した。
ベネガスはいくつかの自由主義的な改革を実行した。彼は1812年に成立したカディス憲法を施行し、出版の自由を認め、コルテスの代議員の選挙を行い、新しい地方制度を許可した。ベネガスはまた先住民やムラートに対する人頭税を停止した。
ミゲル・イダルゴやイグナシオ・アジェンデの率いる反乱軍がメキシコシティに向かうと、副王は迎撃を命じた。緒戦であるモンテ・デ・ラス・クルセスの戦い (Battle of Monte de las Cruces) では敗北したものの、副王側はフェリクス・カジェハ将軍の指揮のもとで勝利を収め、1811年1月のカルデロン橋の戦い (Battle of Calderón Bridge) で反乱軍は食いとめられた。1811年に6月にイダルゴ、アジェンデ、フアン・アルダマ、ホセ・マリアノ・ヒメネスらは捕えられて処刑された。
しかしその後も、イグナシオ・ロペス・ラヨン、ホセ・マリア・モレーロスらによって反乱運動は続けられた。その結果ベネガスには反乱を止める能力がないと批判され、実際に戦闘を行っているカジェハの権力が高まっていった。1813年にカジェハが後任の副王に任命され、ベネガスはスペインに帰国した。

### 帰国後
1815年5月にサン・フェルナンド十字勲章を授与された。1816年11月にフェルナンド7世からレウニオン・デ・ヌエバ・エスパーニャ侯爵の称号を与えられた。
1818年にガリシア総監に任命されたが、1820年のスペイン立憲革命で追放された。1834年から貴族院議員をつとめた。マドリードで1838年に没した。